# 古谷昌之
古谷 昌之（ふるや まさゆき、8月10日 - ）は、秋田県・秋田市出身のFM秋田の社員。

## 来歴
- 秋田市立秋田東中学校卒業。中学校の1年先輩に、FM秋田パーソナリティで共演中のなるへやRR司会のイシコウさんこと石塚公評がいる。
- FM秋田に勤務し、自社制作番組のディレクターやパーソナリティーとして活動。

## 担当

### RADIO

#### 現在
- mix rug mix（火曜担当、15:00 - 16:25）
- 一足.com（毎週水曜(一週目を除く)18:30～18:55）

#### 過去
- Go!Go!FRI☆デナイト（- 2011年3月25日、金曜 19:00 - 19:55）
- Freak☆Rush!（2012年4月7日 - 2014年25日、火曜 18:00 - 19:55）
- pramo+（水曜 18:30 -18:55）
- なるへやRR（2015年4月 - 2017年3月27日、月曜19:00 - 19:55 ）
- コレカラジオ　ココカラジオ 30時間！

## その他
- 昌之という名前は祖父が命名。pramoが「昌」を「冒」と勘違いしていた（2015年12月16日放送のpramo+にて）。